# Tu (singel Lao Che)
Tu – pierwszy singel promujący szósty album Lao Che pt. Dzieciom, wydany 16 lutego 2015 przez Mystic Production. Przedpremierowo był odegrany 4 lutego 2015 na antenie radiowej Trójki. Utwór to mieszanka muzyki rockowej i jazzu, a konkretnie swingu; jest ironizującym rozważaniem domorosłego człowieka na temat wyboru odpowiedniej dla niego ścieżki życiowej.

## Notowania
- Lista Przebojów Trójki: 1 (3x)[3]
- Uwuemka: 1[4]